# Macroclinium mirabile
Macroclinium mirabile là một loài thực vật có hoa trong họ Lan. Loài này được (C.Schweinf.) Dodson mô tả khoa học đầu tiên năm 1984.